# ساختمان ایستگاه تحقیقات
ساختمان ایستگاه تحقیقات مربوط به دوره پهلوی اول است و در شهرستان تنکابن، بخش خرم‌آباد، شهر خرم‌آباد، باغ کشاورزی واقع شده و این اثر در تاریخ ۲۶ اسفند ۱۳۸۶ با شمارهٔ ثبت ۲۱۹۶۵ به‌عنوان یکی از آثار ملی ایران به ثبت رسیده است.